# Liste von Sprengstoffanschlägen im Jahr 2010
Die Liste von Sprengstoffanschlägen im Jahr 2010 erfasst Anschläge mit Sprengladungen und anderen Spreng- und Brandvorrichtungen gegen Einrichtungen und Ansammlungen von Menschen, die im Jahr 2010 passierten. Zu den Formen zählen unter anderem Auto- und Rucksackbomben. Siehe auch Liste von Anschlägen auf Verkehrsflugzeuge.

## Liste
| Datum         | Ereignis | Ort                               | Staat                   | Tote                                   | Verletzte | Anmerkung, Quellen |
| ------------- | --- | --------------------------------- | ----------------------- | -------------------------------------- | --------- | --- |
| 1. Jan. 2010  | Selbstmordattentat mit Autobombe auf Volleyballspiel                                                                           | Shah Hassan Khel                  | Pakistan                | 99 (+1)                                | 87        | [ 1 ] |
| 6. Jan. 2010  | Selbstmordattentat mit Autobombe auf Polizeihauptquartier                                                                      | Machatschkala                     | Russland                | 5 (+1)                                 | 20        | [ 2 ] |
| 14. Jan. 2010 | Anschlag mit Autobombe und Sprengsätzen auf Moschee und Markt                                                                  | Kufa                              | Irak                    | 15                                     | 80        | [ 3 ] [ 4 ] |
| 18. Jan. 2010 | Anschlagsserie mit Schusswaffen und Sprengstoff                                                                                | Kabul                             | Afghanistan             | 5 (+7)                                 | 71        | [ 5 ] [ 6 ] [ 7 ] [ 8 ] [ 9 ] [ 10 ] [ 11 ] |
| 25. Jan. 2010 | Selbstmordattentate mit Autobomben und Schusswaffen auf Hotels                                                                 | Bagdad                            | Irak                    | 36 (+3)                                | 80        | [ 12 ] [ 13 ] [ 14 ] |
| 26. Jan. 2010 | Selbstmordattentat mit Autobombe auf Regierungsgebäude                                                                         | Bagdad                            | Irak                    | 17 (+1)                                | 80        | [ 15 ] |
| 1. Feb. 2010  | Selbstmordattentat auf schiitische Pilger                                                                                      | Kerbela                           | Irak                    | 41 (+1)                                | 106       | [ 16 ] |
| 3. Feb. 2010  | Anschlag mit Haftbombe auf schiitische Pilger                                                                                  | Kerbela                           | Irak                    | 6                                      | 25        | [ 17 ] |
| 5. Feb. 2010  | Anschlag mit Autobomben auf schiitische Pilger                                                                                 | Kerbela                           | Irak                    | 41                                     | 140       | [ 18 ] |
| 5. Feb. 2010  | Anschlag mit Autobombe auf Zivilisten                                                                                          | Helmand                           | Afghanistan             | 3                                      | 31        | [ 19 ] |
| 5. Feb. 2010  | Anschlag mit Sprengstoff und Autobombe auf Markt                                                                               | Karatschi                         | Pakistan                | 25                                     | 69        | [ 20 ] [ 21 ] |
| 5. Feb. 2010  | 2 Selbstmordattentate mit Autobombe auf Polizeieinrichtung                                                                     | Bannu                             | Pakistan                | 15 (+2)                                | 20        | [ 22 ] |
| 12. Feb. 2010 | Sprengstoffanschlag auf schiitische Pilger                                                                                     | Kufa                              | Irak                    | 6                                      | 35        | [ 23 ] |
| 13. Feb. 2010 | Sprengstoffanschlag auf deutsche Bäckerei                                                                                      | Pune                              | Indien                  | 16                                     | 60        | [ 24 ] |
| 13. Feb. 2010 | Anschlag mit Schusswaffen und Sprengstoff auf Dorf                                                                             | Bihar                             | Indien                  | 11                                     | 20        | [ 25 ] |
| 18. Feb. 2010 | Selbstmordattentat auf Markt                                                                                                   | Khyber Pakhtunkhwa                | Pakistan                | 30 (+1)                                | 100+      | [ 26 ] |
| 18. Feb. 2010 | Sprengstoffanschlag auf Moschee                                                                                                | Khyber Pakhtunkhwa                | Pakistan                | 28 (+1)                                | 50        | [ 27 ] |
| 18. Feb. 2010 | Sprengstoffanschlag auf Zivilisten                                                                                             | Khyber Pakhtunkhwa                | Pakistan                | 11                                     | 50        | [ 28 ] |
| 19. Feb. 2010 | Granatenangriff auf Restaurant, Geschäftszentrum und Bahnhof                                                                   | Kigali                            | Ruanda                  | 3                                      | 30        | [ 29 ] [ 30 ] [ 31 ] |
| 26. Feb. 2010 | Anschlag mit 4 Selbstmordattentätern, Autobomben, Granaten und Gewehren auf ein Einkaufszentrum                                | Kabul                             | Afghanistan             | 17 (+4)                                | 32        | [ 32 ] |
| 28. Feb. 2010 | Sprengstoffanschlag auf Fahrzeug                                                                                               | Helmand                           | Afghanistan             | 12                                     | 22        | [ 33 ] |
| 3. März 2010  | 3 Selbstmordattentate auf Krankenhaus, Regierungs- und Polizeigebäude                                                          | Baquba                            | Irak                    | 33 (+3)                                | 55        | [ 34 ] |
| 4. März 2010  | Raketenangriff auf Wahllokal                                                                                                   | Bagdad                            | Irak                    | 5                                      | 22        | [ 35 ] |
| 5. März 2010  | Selbstmordattentat auf schiitische Zivilisten                                                                                  | Khyber Pakhtunkhwa                | Pakistan                | 12 (+1)                                | 30        | [ 36 ] |
| 6. März 2010  | Selbstmordattentat auf schiitische Pilger                                                                                      | Kufa                              | Irak                    | 3                                      | 54        | [ 37 ] |
| 7. März 2010  | Mörserangriff auf Wohngebäude                                                                                                  | Bagdad                            | Irak                    | 25                                     | 19        | [ 38 ] |
| 8. März 2010  | Selbstmordattentat mit Autobombe auf schiitische Pilger                                                                        | Lahore                            | Pakistan                | 13 (+1)                                | 113       | [ 39 ] |
| 12. März 2010 | Selbstmordattentat auf Armeepatrouille                                                                                         | Lahore                            | Pakistan                | 45 (+2)                                | 100       | [ 40 ] |
| 13. März 2010 | Sprengstoffanschläge auf Gefängnis, Moschee und Bushaltestelle                                                                 | Kandahar                          | Afghanistan             | 43 (+4)                                | 79        | [ 41 ] [ 42 ] [ 43 ] |
| 24. März 2010 | Anschlag mit Autobombe auf Regierungsgebäude                                                                                   | Buenaventura                      | Kolumbien               | 9                                      | 51        | [ 44 ] |
| 26. März 2010 | Sprengstoffanschlag auf Zivilisten                                                                                             | Diyala                            | Irak                    | 59 (+1)                                | 73        | [ 45 ] |
| 29. Mrz.      | Anschläge auf die Moskauer Metro 2010                                                                                          | Moskau                            | Russland                | 40                                     | 102       | 2 Selbstmordattentate auf U-Bahnhöfe |
| 26. März 2010 | Anschlag mit Autobombe auf Restaurant                                                                                          | Kerbela                           | Irak                    | 5                                      | 61        | [ 48 ] |
| 31. März 2010 | 2 Selbstmordattentate auf das Innenministerium                                                                                 | Kisljar                           | Russland                | 12 (+2)                                | 37        | [ 49 ] |
| 31. März 2010 | Sprengstoffanschlag auf Zivilisten                                                                                             | Helmand                           | Afghanistan             | 13                                     | 45        | [ 50 ] |
| 4. Apr. 2010  | Selbstmordattentate mit Autobomben auf Botschaften und Konsulate                                                               | Bagdad                            | Irak                    | 27 (+3)                                | 200+      | [ 51 ] [ 52 ] |
| 5. Apr. 2010  | Selbstmordattentat auf Parteitreffen                                                                                           | Khyber Pakhtunkhwa                | Pakistan                | 45 (+1)                                | 100+      | [ 53 ] |
| 5. Apr. 2010  | Anschlag mit Autobombe, Schusswaffen und Artillerie auf US-Konsulat                                                            | Peschawar                         | Pakistan                | 3 (+4)                                 | 21        | [ 54 ] [ 55 ] |
| 6. Apr. 2010  | Anschlagsserie mit Sprengsätzen, Selbstmordattentäter(n) und Autobombe auf Flüchtlingslager, Regierungsgebäude und Wohnviertel | Bagdad                            | Irak                    | 36                                     | 140       | [ 56 ] [ 57 ] [ 58 ] [ 59 ] [ 60 ] [ 61 ] |
| 6. Apr. 2010  | Anschlag mit Schusswaffen und Landmine auf Polizeifahrzeug                                                                     | Chhattisgarh                      | Indien                  | 74 (+8)                                | 0         | [ 62 ] |
| 12. Apr. 2010 | Mörserangriff auf eine Militärzeremonie am Flughafen Mogadischu                                                                | Mogadischu                        | Somalia                 | 20                                     | 30        | [ 63 ] |
| 12. Apr. 2010 | Selbstmordattentat mit Autobombe auf Polizeistreife                                                                            | Mossul                            | Irak                    | 1 (+1)                                 | 22        | [ 64 ] |
| 15. Apr. 2010 | Granatenangriff auf Zivilisten                                                                                                 | Rangun                            | Myanmar                 | 9                                      | 62        | [ 65 ] |
| 16. Apr. 2010 | Selbstmordattentat auf Zivilisten                                                                                              | Quetta                            | Pakistan                | 8 (+1)                                 | 35        | [ 66 ] |
| 17. Apr. 2010 | 2 Selbstmordattentate auf Flüchtlingslager                                                                                     | Kohat                             | Pakistan                | 41 (+2)                                | 64        | [ 67 ] |
| 19. Apr. 2010 | Selbstmordattentat auf Zivilisten                                                                                              | Peschawar                         | Pakistan                | 25 (+1)                                | 30        | [ 68 ] |
| 22. Apr. 2010 | Granatenangriffe auf Hotel, Hochbahnhof, Bankgebäude und Demonstranten                                                         | Bangkok                           | Thailand                | 0                                      | 27        | [ 69 ] [ 70 ] [ 71 ] |
| 23. Apr. 2010 | Anschlag mit 3 Autobomben auf Moscheen                                                                                         | Bagdad                            | Irak                    | 9                                      | 25        | [ 72 ] [ 73 ] [ 74 ] |
| 23. Apr. 2010 | Anschlag mit 2 Autobomben auf Regierungsgebäude, Markt und Zivilisten                                                          | Bagdad                            | Irak                    | 39                                     | 56        | [ 75 ] [ 76 ] |
| 25. Apr. 2010 | Sprengstoffanschlag auf Café                                                                                                   | Oromia                            | Äthiopien               | 5                                      | 20        | [ 77 ] |
| 29. Apr. 2010 | Anschlag mit Autobombe auf Sprituosenladen                                                                                     | Bagdad                            | Irak                    | 8                                      | 20        | [ 78 ] |
| 1. Mai 2010   | Versuchter Anschlag am Times Square                                                                                            | New York City                     | Vereinigte Staaten      | 0                                      | 0         | |
| 1. Mai 2010   | Sprengstoffanschlag auf Pferderennbahn                                                                                         | Naltschik                         | Russland                | 1                                      | 29        | [ 79 ] |
| 2. Mai 2010   | Anschlag mit Autobombe und Sprengsatz auf christliche Studenten                                                                | Mossul                            | Irak                    | 2                                      | 75        | [ 80 ] |
| 10. Mai 2010  | Anschlag mit 3 Autobomben auf Märkte und Tankstelle                                                                            | Basra                             | Irak                    | 24                                     | 223+      | [ 81 ] [ 82 ] [ 83 ] |
| 10. Mai 2010  | Anschlag mit 2 Autobomben auf Textilfabrik und eintreffende Rettungskräfte                                                     | Hilla                             | Irak                    | 43                                     | 157       | [ 84 ] |
| 10. Mai 2010  | Anschlag mit Autobombe und Sprengsatz auf Markt                                                                                | Wasit                             | Irak                    | 8                                      | 40        | [ 85 ] |
| 12. Mai 2010  | Sprengstoffanschlag auf Geschäft                                                                                               | Bagdad                            | Irak                    | 2                                      | 23        | [ 86 ] |
| 12. Mai 2010  | Anschlag mit Autobombe auf Café                                                                                                | Bagdad                            | Irak                    | 7                                      | 22        | [ 87 ] |
| 14. Mai 2010  | Selbstmordattentat mit Autobombe auf Fußballspiel                                                                              | Tal Afar                          | Irak                    | 25 (+2)                                | 125       | [ 88 ] |
| 15. Mai 2010  | Granatenangriff auf Bushaltestelle und Markt                                                                                   | Kigali                            | Ruanda                  | 2                                      | 32        | [ 89 ] [ 90 ] |
| 16. Mai 2010  | Mörserangriff auf Parlamentsgebäude                                                                                            | Mogadischu                        | Somalia                 | 16                                     | 31        | [ 91 ] |
| 17. Mai 2010  | Sprengstoffanschlag auf Bus | Chhattisgarh                      | Indien                  | 36                                     | 6         | [ 92 ] |
| 18. Mai 2010  | Selbstmordattentat mit Autobombe auf NATO-Konvoi                                                                               | Kabul                             | Afghanistan             | 18 (+1)                                | 47        | [ 93 ] |
| 21. Mai 2010  | Anschlag mit Autobombe auf Markt                                                                                               | Diyala                            | Irak                    | 35                                     | 69        | [ 94 ] |
| 26. Mai 2010  | Anschlag mit 2 Motorradbomben auf Zivilisten                                                                                   | Yala                              | Thailand                | 2                                      | 28        | [ 95 ] |
| 27. Mai 2010  | Sprengstoffanschlag auf Zivilisten                                                                                             | Stawropol                         | Russland                | 7                                      | 46        | [ 96 ] |
| 28. Mai 2010  | Terroranschläge vom 28. Mai 2010 in Lahore                                                                                     | Lahore                            | Pakistan                | 84 (+5)                                | 120+      | [ 97 ] [ 98 ] [ 99 ] |
| 7. Juni 2010  | Sprengstoffanschläge auf Wohngebäude                                                                                           | al-Anbar                          | Irak                    | 2                                      | 27        | [ 100 ] [ 101 ] [ 102 ] [ 103 ] |
| 9. Juni 2010  | Selbstmordattentat mit Autobombe auf Hochzeitsfeier                                                                            | Kandahar                          | Afghanistan             | 40 (+1)                                | 87        | [ 104 ] |
| 12. Juni 2010 | Sprengstoffanschlag auf Teeladen                                                                                               | Yala                              | Thailand                | 2                                      | 23        | [ 105 ] |
| 13. Juni 2010 | Granatenangriff auf Zivilisten                                                                                                 | Nairobi                           | Kenia                   | 6                                      | 109       | [ 106 ] |
| 13. Juni 2010 | Selbstmordattentat mit Schusswaffen auf Bankgebäude                                                                            | Bagdad                            | Irak                    | 12 (+3)                                | 40        | [ 107 ] |
| 18. Juni 2010 | Anschlag mit Autobombe auf Regierungsgebäude                                                                                   | Kirkuk                            | Irak                    | 18                                     | 61        | [ 108 ] |
| 18. Juni 2010 | Anschlag mit Autobombe auf Regierungsgebäude                                                                                   | Baquba                            | Irak                    | 0                                      | 30        | [ 109 ] |
| 20. Juni 2010 | 2 Selbstmordattentate mit Autobomben auf Bankgebäude                                                                           | Bagdad                            | Irak                    | 26 (+2)                                | 53        | [ 110 ] |
| 27. Jun.      | Terroranschlag von Bugojno | Bugojno                           | Bosnien und Herzegowina | 1                                      | 6         | Sprengstoffanschlag auf Polizeistation |
| 1. Juli 2010  | 3 Selbstmordattentate auf Schrein                                                                                              | Lahore                            | Pakistan                | 41 (+3)                                | 175       | [ 111 ] [ 112 ] |
| 4. Juli 2010  | Selbstmordattentat auf Regierungsgebäude                                                                                       | Ramadi                            | Irak                    | 3 (+1)                                 | 39        | [ 113 ] |
| 7. Juli 2010  | Anschlag mit Selbstmordattentäter und Sprengsatz auf Moschee und Pilger                                                        | Bagdad                            | Irak                    | 42 (+1)                                | 236       | [ 114 ] [ 115 ] |
| 7. Juli 2010  | Sprengstoffanschlag auf Pilger                                                                                                 | Bagdad                            | Irak                    | 4                                      | 46        | [ 116 ] |
| 8. Juli 2010  | Sprengstoffanschlag auf Pilger in Bus                                                                                          | Bagdad                            | Irak                    | 2                                      | 20        | [ 117 ] |
| 8. Juli 2010  | Sprengstoffanschlag auf Pilger                                                                                                 | Bagdad                            | Irak                    | 3                                      | 21        | [ 118 ] |
| 8. Juli 2010  | Sprengstoffanschlag auf Pilger                                                                                                 | Bagdad                            | Irak                    | 4                                      | 20        | [ 119 ] |
| 9. Juli 2010  | 2 Selbstmordattentate auf Regierungsbüros                                                                                      | Mohmand                           | Pakistan                | 104 (+2)                               | 115       | [ 120 ] |
| 11. Juli 2010 | Terroranschläge am 11. Juli 2010 in Kampala                                                                                    | Kampala                           | Uganda                  | 75                                     | 71        | Sprengstoffanschläge auf Restaurants, einen Rugby-Club und Fußballfans |
| 11. Juli 2010 | Anschlag mit Motorradbombe auf Markt                                                                                           | Helmand                           | Afghanistan             | 0                                      | 21        | [ 123 ] |
| 15. Juli 2010 | 2 Selbstmordattentate auf Moschee                                                                                              | Zahedan                           | Iran                    | 28 (+2)                                | 300+      | [ 124 ] |
| 15. Juli 2010 | Sprengstoffanschlag auf Bushaltestelle                                                                                         | Khyber Pakhtunkhwa                | Pakistan                | 5                                      | 40        | [ 125 ] |
| 18. Juli 2010 | Selbstmordattentat auf Milizionäre                                                                                             | Bagdad                            | Irak                    | 42 (+1)                                | 41        | [ 126 ] |
| 18. Juli 2010 | Selbstmordattentat auf Markt                                                                                                   | Kabul                             | Afghanistan             | 4 (+1)                                 | 20        | [ 127 ] |
| 19. Juli 2010 | Anschlag mit Autobombe auf Café                                                                                                | Baquba                            | Irak                    | 7                                      | 21        | [ 128 ] |
| 21. Juli 2010 | Anschlag mit Autobombe auf Moschee                                                                                             | nahe Baquba                       | Irak                    | 30                                     | 46        | [ 129 ] |
| 26. Juli 2010 | Selbstmordattentat mit Autobombe auf Fernsehsender                                                                             | Kerbela                           | Irak                    | 6 (+1)                                 | 20        | [ 130 ] |
| 26. Juli 2010 | Anschlag mit 2 Autobomben auf Kontrollpunkt                                                                                    | Kerbela                           | Irak                    | 50                                     | 24        | [ 131 ] |
| 27. Juli 2010 | Raketenangriff auf Schrein | Kerbela                           | Irak                    | 7                                      | 46        | [ 132 ] |
| 25. Jul.      | Anschlag in der Folge der Unruhen in Bangkok 2010                                                                              | Bangkok                           | Thailand                | 1                                      | 10        | Anschlag aus das Gebiet, das im Frühling bei den Unruhen besetzt war. |
| 30. Juli 2010 | Sprengstoffanschlag auf Sicherheitskräfte                                                                                      | Assam                             | Indien                  | 5                                      | 33        | [ 134 ] |
| 3. Aug. 2010  | Anschlag mit 2 Autobomben auf Zivilisten                                                                                       | Wasit                             | Irak                    | 12                                     | 50        | [ 135 ] |
| 7. Aug. 2010  | Anschlag mit 3 Autobomben auf Markt und Zivilisten                                                                             | Basra                             | Irak                    | 43                                     | 185       | [ 136 ] |
| 8. Aug. 2010  | Selbstmordattentat mit Autobombe auf Regierungsgebäude                                                                         | Ramadi                            | Irak                    | 8 (+1)                                 | 50        | [ 137 ] |
| 8. Aug. 2010  | Anschlag mit Autobombe auf Tankstelle                                                                                          | Ramadi                            | Irak                    | 6                                      | 29        | [ 138 ] |
| 14. Aug. 2010 | Sprengstoffanschlag auf Zivilisten                                                                                             | Helmand                           | Afghanistan             | 5                                      | 20        | [ 139 ] |
| 17. Aug. 2010 | Selbstmordattentat mit Autobombe auf Armeerekrutierungszentrum                                                                 | Bagdad                            | Irak                    | 57 (+1)                                | 123       | [ 140 ] |
| 17. Aug. 2010 | Sprengstoffanschlag auf Tankwagen                                                                                              | Bagdad                            | Irak                    | 8                                      | 44        | [ 141 ] |
| 17. Aug. 2010 | Anschlag mit Autobombe auf Café                                                                                                | Pjatigorsk                        | Russland                | 0                                      | 30        | [ 142 ] |
| 23. Aug. 2010 | Selbstmordattentat auf Moschee                                                                                                 | Khyber Pakhtunkhwa                | Pakistan                | 40 (+1)                                | 30        | [ 143 ] |
| 24. Aug.      | Angriff auf das Hotel Mona (Mogadischu)                                                                                        | Mogadischu                        | Somalia                 | 32 (darunter elf Regierungsangehörige) | ?         | Anschlag auf ein Hotel im Zentrum Mogadischus. Ziel waren Angehörige der Übergangsregierung Somalias |
| 25. Aug. 2010 | Selbstmordattentat mit Autobombe auf Militärkaserne                                                                            | Hodh Ech Chargui                  | Mauretanien             | 0 (+1)                                 | 0         | [ 145 ] |
| 25. Aug. 2010 | Selbstmordattentat mit Autobombe auf Polizeistation                                                                            | Bagdad                            | Irak                    | 15 (+1)                                | 56        | [ 146 ] |
| 25. Aug. 2010 | Selbstmordattentat mit Autobombe auf Polizeistation                                                                            | Kut                               | Irak                    | 16 (+1)                                | 87        | [ 147 ] |
| 25. Aug. 2010 | Anschlag mit Autobombe auf Polizeistation                                                                                      | Kerbela                           | Irak                    | 1                                      | 29        | [ 148 ] |
| 25. Aug. 2010 | Anschlag mit Autobombe auf Polizeistation                                                                                      | Dudschail                         | Irak                    | 0                                      | 20        | [ 149 ] |
| 31. Aug. 2010 | Sprengstoffanschlag auf Busse                                                                                                  | nahe Mogadischu                   | Somalia                 | 15                                     | 30        | [ 150 ] |
| 3. Sep. 2010  | Selbstmordattentat mit Autobombe auf Polizeistation                                                                            | Chudschand                        | Tadschikistan           | 2 (+2)                                 | 25        | [ 151 ] |
| 3. Sep. 2010  | Selbstmordattentat auf Schiiten-Prozession                                                                                     | Lahore                            | Pakistan                | 37 (+3)                                | 200+      | [ 152 ] |
| 3. Sep. 2010  | Selbstmordattentat auf schiitische Kundgebung                                                                                  | Quetta                            | Pakistan                | 65 (+1)                                | 150       | [ 153 ] |
| 5. Sep. 2010  | Sprengstoffanschlag auf Moschee                                                                                                | Ghazni                            | Afghanistan             | 0                                      | 45        | [ 154 ] |
| 9. Sep. 2010  | Selbstmordattentat mit Autobombe auf Markt                                                                                     | Wladikawkas                       | Russland                | 17 (+1)                                | 173       | [ 155 ] |
| 19. Sep. 2010 | Selbstmordattentat mit Autobombe auf Telekommunikationsgebäude                                                                 | Bagdad                            | Irak                    | 6 (+1)                                 | 51        | [ 156 ] |
| 19. Sep. 2010 | Anschlag mit Autobombe auf das Nationale Sicherheitsministerium                                                                | Bagdad                            | Irak                    | 21                                     | 70        | [ 157 ] |
| 21. Sep. 2010 | Sprengstoffanschlag auf Zivilisten                                                                                             | Hilla                             | Irak                    | 3                                      | 40        | [ 158 ] |
| 22. Sep. 2010 | Sprengstoffanschlag auf Zivilisten                                                                                             | Mahabad                           | Iran                    | 12                                     | 81        | [ 159 ] |
| 1. Okt. 2010  | Anschlag mit 2 Autobomben auf Polizisten und Zivilisten                                                                        | Abuja                             | Nigeria                 | 11                                     | 40        | [ 160 ] [ 161 ] |
| 2. Okt. 2010  | Selbstmordattentat mit Granate auf Schrein                                                                                     | Karatschi                         | Pakistan                | 8 (+1)                                 | 64        | [ 162 ] |
| 10. Okt. 2010 | Granatenangriff auf Tanzhallen                                                                                                 | Gulu                              | Uganda                  | 9                                      | 60        | [ 163 ] |
| 21. Okt. 2010 | Sprengstoffanschlag auf Passagierbus                                                                                           | North Cotabato                    | Philippinen             | 10                                     | 30        | [ 164 ] |
| 22. Okt. 2010 | Sprengstoffanschlag auf Moschee                                                                                                | Peschawar                         | Pakistan                | 5                                      | 22        | [ 165 ] |
| 29. Okt. 2010 | Selbstmordattentat auf Café | Baladruz                          | Irak                    | 25 (+1)                                | 70        | [ 166 ] |
| 31. Okt. 2010 | Anschlag auf die Sayidat-al-Nejat-Kathedrale in Bagdad 2010                                                                    | Bagdad                            | Irak                    | 53 (+5)                                | 75        | [ 167 ] [ 168 ] |
| 29. Okt.      | Paketbomben in Frachtflugzeugen                                                                                                | Flughafen East Midlands und Dubai | Vereinigtes Königreich  | 0                                      | 0         | Die Pakete waren an jüdische Einrichtungen in Chicago adressiert. Das in England abgefangene Luftfrachtpaket war am Flughafen Köln/Bonn umgeladen worden. Beide enthielten PETN. |
| 31. Okt.      | Anschlag auf den Taksim-Platz                                                                                                  | Istanbul                          | Türkei                  | 0 (+1)                                 | 32        | Ein Selbstmordattentäter sprengte sich auf dem Platz in die Luft. Das Ziel war ein Polizeibus und die dort wartenden Polizisten. |
| 2. Nov.       | Anschlagsserie | Bagdad                            | Irak                    | 64                                     | 360       | 15 Autobomben und fünf kleinere Sprengsätze detonierten in vornehmlich schiitischen Bezirken. |
| 5. Nov. 2010  | Selbstmordattentat auf Café | Darra Adam Khel                   | Pakistan                | 95 (+1)                                | 27        | [ 189 ] |
| 5. Nov. 2010  | Granatenangriff auf Moschee | Peschawar                         | Pakistan                | 3                                      | 20        | [ 190 ] |
| 8. Nov. 2010  | Anschlag mit Autobombe | Basra                             | Irak                    | 10                                     | 35        | [ 191 ] |
| 8. Nov. 2010  | Anschlag mit Autobombe auf iranische Pilger                                                                                    | Kerbela                           | Irak                    | 9                                      | 34        | [ 192 ] |
| 11. Nov. 2010 | Anschlag mit Autobombe und Schusswaffen auf Polizeigebäude                                                                     | Islamabad                         | Pakistan                | 15                                     | 100       | [ 193 ] [ 194 ] |
| 26. Nov. 2010 | Selbstmordattentat mit Autobombe auf Beerdigung                                                                                | Saʿda                             | Jemen                   | 40 (+1)                                | 12        | [ 195 ] |
| 29. Nov.      | Bombenanschlag auf iranische Nuklearwissenschaftler                                                                            | Teheran                           | Iran                    | 1                                      | 3         | Attentäter auf Motorrädern befestigen Bomben an den Autos von Madschid Schahriari und Fereidun Abbassi. Beide Opfer waren Professoren an der Schahid-Beheschti-Universität in Teheran und beteiligt am Atomprogramm des Iran.\|.                                                     |
| 4. Dez.       | 2 Autobombenanschläge auf iranische Pilger                                                                                     | Bagdad                            | Irak                    | 13                                     | 80        | [ 197 ] [ 198 ] [ 199 ] |
| 6. Dez.       | 2 Selbstmordattentate mit Motorradbomben auf Stammestreffen                                                                    | Mohmand                           | Pakistan                | 50 (+2)                                | 60        | Zwei Selbstmordattentäter griffen ein Stammestreffen mit Motorradbomben an, bei dem über eine Taliban-feindliche Stammesmiliz beraten wurde. |
| 7. Dez. 2010  | Sprengstoffanschlag auf Hindu-Tempel                                                                                           | Varanasi                          | Indien                  | 2                                      | 20        | [ 202 ] |
| 8. Dez. 2010  | Selbstmordattentat auf Zivilisten                                                                                              | Khyber Pakhtunkhwa                | Pakistan                | 19 (+1)                                | 20        | [ 203 ] |
| 11. Dez.      | Bombenanschlag in Stockholm | Stockholm                         | Schweden                | 0 (+1)                                 | 2         | Anschlag mit Autobombe und Selbstmordattentäter |
| 11. Dez. 2010 | Selbstmordattentat mit Autobombe auf iranische Touristen in Bus                                                                | Bagdad                            | Irak                    | 2 (+1)                                 | 28        | [ 204 ] |
| 12. Dez. 2010 | Sprengstoffanschlag auf Regierungsgebäude und Polizisten                                                                       | Ramadi                            | Irak                    | 17                                     | 23        | [ 205 ] [ 206 ] |
| 13. Dez. 2010 | Selbstmordattentat auf Zivilisten                                                                                              | Baladruz                          | Irak                    | 4 (+1)                                 | 20        | [ 207 ] |
| 14. Dez. 2010 | Sprengstoffanschlag auf schiitische Pilger                                                                                     | Baladruz                          | Irak                    | 2                                      | 22        | [ 208 ] |
| 15. Dez.      | Selbstmordattentat auf Moschee                                                                                                 | Tschahbahar                       | Iran                    | 39 (+1)                                | 50        | Vor der Imam-Husain-Moschee sprengte sich, am Tag des Aschura-Festes, ein Selbstmordattentäter in die Luft. Ein weiterer wurde erschossen. Zur Tat bekannte sich die Gruppe Dschundollah, die als Grund die Hinrichtung ihres früheren Anführers Abdolmalek Rigi im Juni 2010 angab. |
| 16. Dez. 2010 | Granatenangriff auf Zivilisten                                                                                                 | Peschawar                         | Pakistan                | 1                                      | 25        | [ 211 ] |
| 20. Dez. 2010 | Sprengstoffanschlag auf Bushaltestelle                                                                                         | Nairobi                           | Kenia                   | 2 (+1)                                 | 40        | [ 212 ] |
| 24. Dez. 2010 | Sprengstoffanschlag auf Markt und Zivilisten                                                                                   | Jos                               | Nigeria                 | 38                                     | 74        | [ 213 ] |
| 25. Dez. 2010 | Selbstmordattentat auf Sammelpunkt des Welternährungsprogramms der Vereinten Nationen                                          | Khar                              | Pakistan                | 47 (+1)                                | 72        | Selbstmordattentäterin zündete zwei Handgranaten in der Menge. Erster Selbstmordanschlag in Pakistan, der von einer Frau durchgeführt wurde. |
| 27. Dez.      | 2 Selbstmordattentate (einer mit Autobombe) auf Bankgebäude und Polizisten                                                     | Ramadi                            | Irak                    | 22 (+2)                                | 64        | [ 216 ] [ 217 ] [ 218 ] |
| 27. Dez.      | Sprengstoffanschlag auf die Kabul Bank                                                                                         | Kandahar                          | Afghanistan             | 0                                      | 0         | [ 219 ] |
| 30. Dez.      | Anschlag auf NATO-Fahrzeug | Nahr-e Saraj                      | Afghanistan             | 14                                     | -         | Am Straßenrand platzierte Bombe tötet Zivilisten |
| 31. Dez.      | Sprengstoffanschlag auf Zivilisten                                                                                             | Abuja                             | Nigeria                 | 11                                     | 26        | [ 221 ] |